# 科索沃国家图书馆
科索沃国家图书馆（羅馬化：Narodna biblioteka Kosova）是科索沃的國家圖書館，位於普里什蒂納；圖書館的使命是收集、保存、促進和提供科索沃的知識遺產。

## 名稱
多年來，國家圖書館的名稱根據科索沃的政治地位而改變。
| 年分       | 名稱                             |
| ---------- | -------------------------------- |
| 1944–1952  | 科索沃自治省地區圖書館           |
| 1956–1961  | 科索沃和梅托希亞自治省圖書館中心 |
| 1961–1970  | 國家省級圖書館                   |
| 1970–1990  | 科索沃國家和大學圖書館           |
| 1990–1999  | 科索沃及梅托希亞國家和大學圖書館 |
| 1999–2014  | 科索沃國家和大學圖書館           |
| 2014- 現今 | 科索沃国家图书馆                 |

## 建築

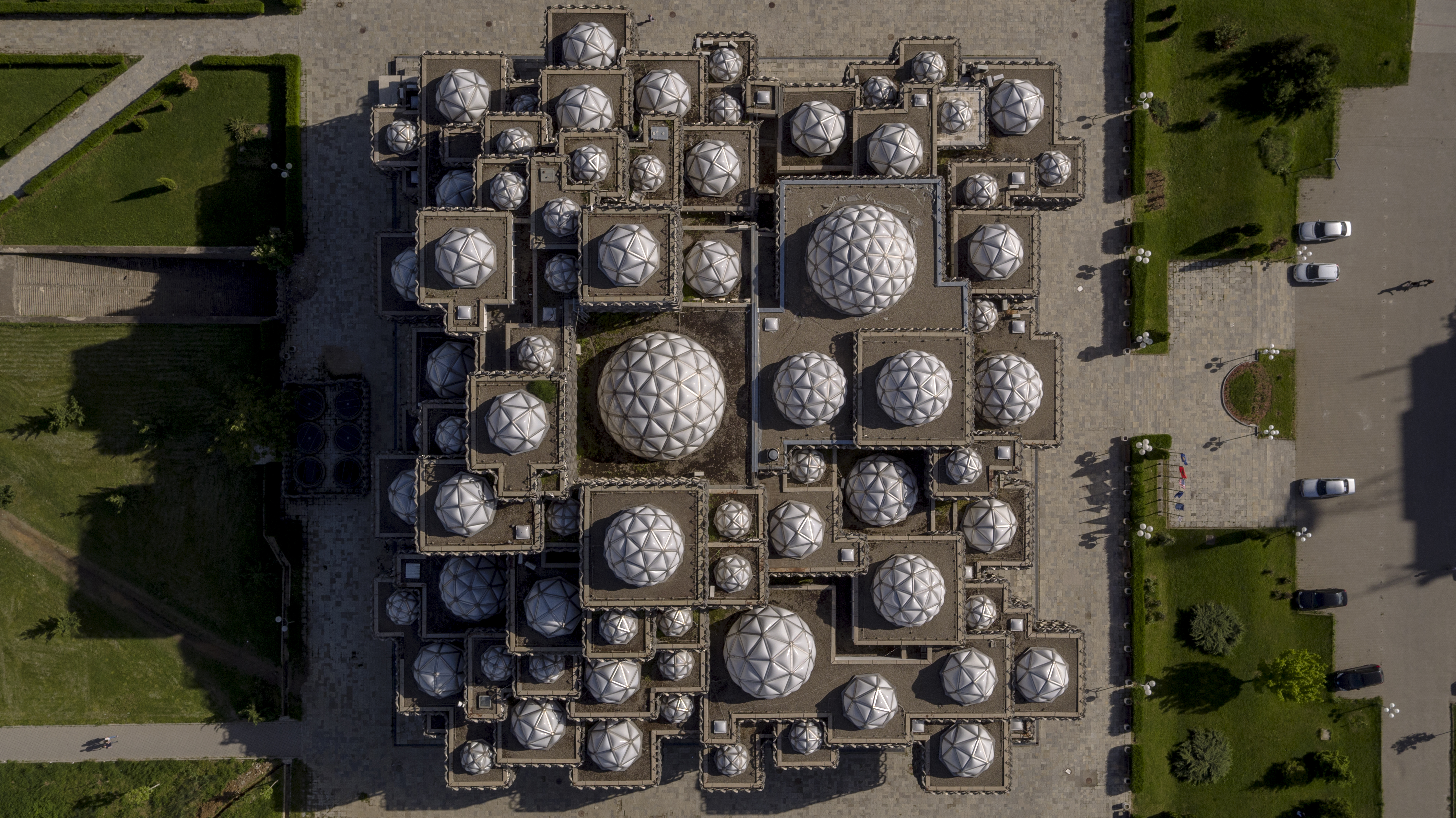
建築空照圖

科索沃國家圖書館目前的大樓於1982年11月25日落成，它由克羅地亞建築師Andrija Mutnjaković設計，面積為16500平方米，其建築最顯眼之處為其99個不同大小的圓頂，根據科索沃國家圖書館的建築師的說法，該建築旨在代表混合拜占庭和伊斯蘭建築形式的風格。其誇張的建築風格引起不少爭議，2012年英国《卫报》评选出全球21处在建或已建成的外形最难看建筑，科索沃国家图书馆排名第3位。

## 外部連結
- 科索沃国家图书馆 （页面存档备份，存于）